# Loffre
Loffre település Franciaországban, Nord megyében. Lakosainak száma 717 fő (2022. január 1.). Loffre Montigny-en-Ostrevent, Guesnain, Lewarde, Masny és Dechy községekkel határos.

## Népesség
A település népességének változása:
| Lakosok száma | 749  | 741  | 758  | 729  | 722  | 714  | 719  | 714  | 717  |
|               | 2013 | 2015 | 2016 | 2017 | 2018 | 2019 | 2020 | 2021 | 2022 |